# 백마산장 살인사건
《백마산장 살인사건》(일본어: 白馬山荘殺人事件)은 히가시노 게이고의 1986년작 장편 추리소설로, 《방과 후》에 이은 작가의 두 번째 작품이다. 한국에는 랜덤하우스코리아에서 출간되었고 역자는 민경욱이다.

## 시놉시스
대학생인 나오코의 오빠는 1년 전 겨울, '마리아 님은 집에 언제 돌아왔지?'라는 말을 남기고 자살하였다. 오빠가 죽은 곳은 백마산장의 '머더구스 펜션'으로, 나오코는 친구인 마코토와 함께 겨울방학을 맞아 이곳을 방문하여 오빠의 죽음의 수수께끼를 풀고자 한다.

## 목차
프롤로그1/프롤로그2/제1장 펜션 머더구스/제2장 런던 브리지와 올드 머더구스 방/제3장 뿔 달린 마리아/제4장 무너진 돌다리/제5장 거위와 키다리 할아버지 방/제6장 마리아가 집에 돌아올 때/제7장 잭과 질의 노래/에필로그1/에필로그2

## 등장인물
- 하라 나오코(原菜穂子)
- 사와무라 마코토(沢村真琴)